# Candida rugosa
Candida rugosa är en svampart. Candida rugosa ingår i släktet Candida, ordningen Saccharomycetales, klassen Saccharomycetes, divisionen sporsäcksvampar och riket svampar.

## Underarter
Arten delas in i följande underarter:
- elegans
- rugosa